# 克林特·班加吉安
克林特·班加吉安（Clint Bajakian，1963年—）為美國米德爾塞克斯縣出身的電子遊戲作曲家。

## 簡介
克林特·班加吉安小時自5歲至8歲期間中開始學習軍樂隊方面的樂器，之後在就讀密西根大學裡習得音樂碩士學位。
離開大學後，克林特·班加吉安於1991年在友人的邀請推薦下來到了電子遊戲公司LucasArts裡就職，首次參與的遊戲配樂作品為《猴島小英雄2：老查克的復仇》。之後10多年期間皆多次為LucasArts遊戲製作配樂，並曾以1997年的作品《執法悍將》獲得最佳PC遊戲音樂獎。
從盧卡斯離職後，克林特·班加吉安另成立自己專屬的工作室「C.B. Studios」，之後工作室則更名為「Bay Area Sound」。之後在2004年則轉入在索尼電腦娛樂下工作。
除從事電子遊戲配樂外，克林特·班加吉安亦為美國互動藝術科學學會的會員及遊戲音響網路公會獎組織的副總裁。

## 參與作品

### 電子遊戲音樂
- 猴島小英雄2：老查克的復仇（1991年）
- 亞特蘭提斯之謎（1992年）
- 妙探闖通關 大腳之謎（1993年）
- 瘋狂時代（1993年）
- 星際大戰：鈦戰機（1994年）
- 死星戰將（1995年）
- 執法悍將（1997年）
- 印地安納瓊斯：末日危機（1999年）
- 星際大戰：絕地力量之戰（1999年）
- 猴島小英雄 逃離猴島（2000年）
- 法櫃奇兵之王陵再現（2003年）
- 魔域幻境II（2003年）
- 冰城傳奇（2004年）
- 虹吸戰士：黑鏡（2006年）
- 秘境探險3：德瑞克的騙局（2011年）
- 秘境探險：黃金深淵（2011年）
- 重返猴島（2022年）

### 短片配樂
- The Upgrade（2000年）

## 榮譽
- 以作品《執法悍將》被電腦遊戲雜誌《CGW》評選為1997年度最佳PC遊戲音樂獎。[3]

## 外部連結
- 克林特·班加吉安在互联网电影资料库（IMDb）上的資料（英文）